# 부르봉궁

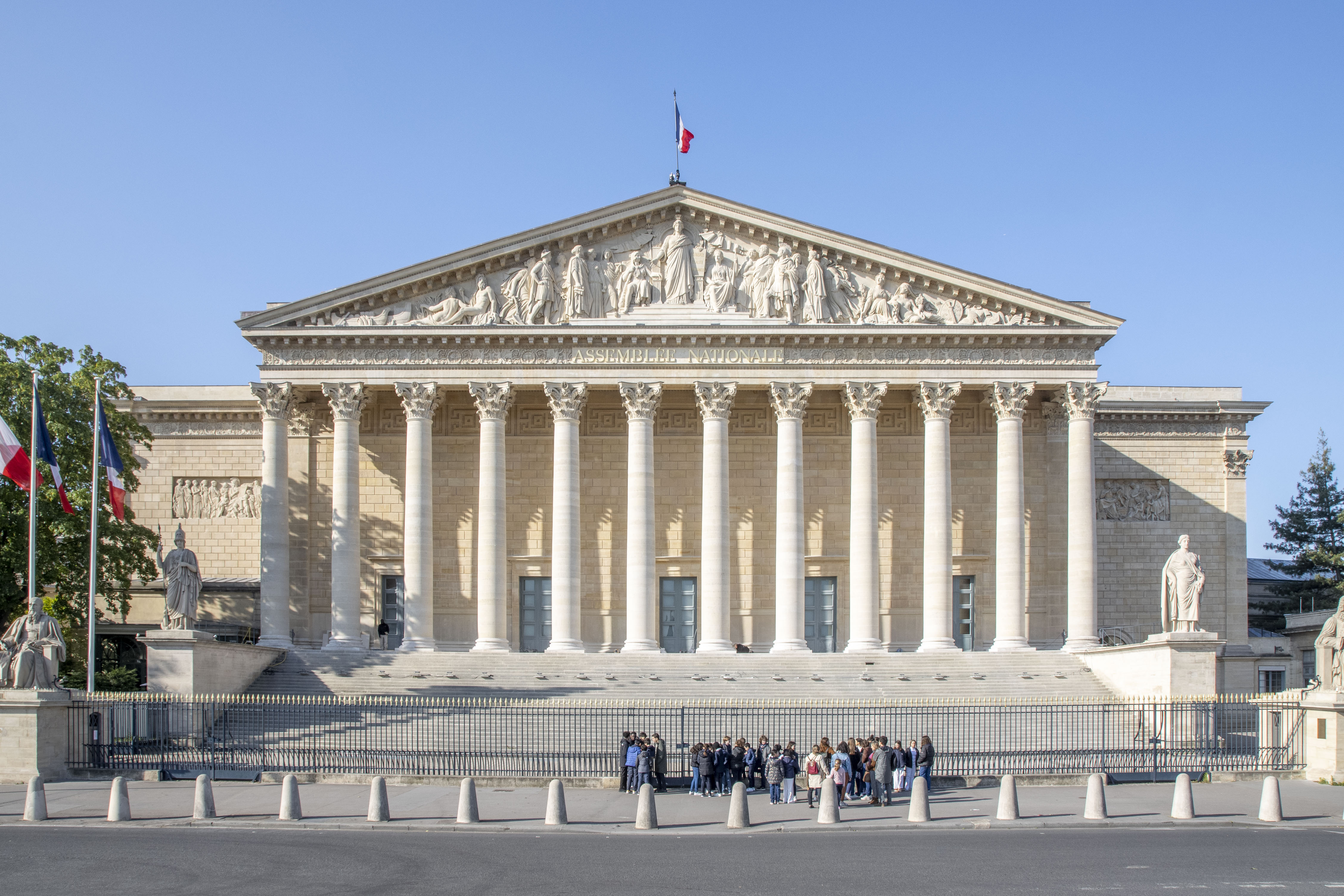
부르봉 궁전

부르봉 궁전(프랑스어: Palais Bourbon)은 프랑스 파리 7구 케도르세에 위치한 프랑스 국회의사당 건물로, 콩코르드 다리, 콩코르드 광장과 일렬로 이어져 있다. 외무장관 관저도 인접해 있으나, 두 건물은 연결되어 있지 않다. 공화국 친위대 보병 2연대가 보초를 서고 있다.
본 장소에서 지하철역 아상블레나시오날역(국회의사당역), 콩코르드역과 앵발리드역을 이용할 수 있다.

## 역사

### 부르봉 공작들의 궁전
"[...] 루이 드 부르봉방돔(1493-1557) 추기경은 1537년경 트레기예 대주교로 임명되었으며, 아마도 당시 그는 파리에 '드 부르봉' 저택을 지었고, 이후 루브르 가까이 있는 그곳에서 죽게 되었으니..."
부르봉 궁전은 루이즈 프랑수아즈 드 부르봉의 명령으로 건축되었다. 낭트 영애이던 그녀는 루이 14세와 마담 드 몽트스팡 사이에서 적자로 인정받은 딸이었으며, 부르봉 공작이자 제6대 콩데 공, 루이 3세 드 부르봉콩데와 결혼했다. 
부르봉 궁전과 오텔 드 라세(현 국회의장 거처)는 1722년부터 1728년까지 동시에 건설되었다. 1720년 부르봉 공작부인이 획득한 토지에서 부르봉 궁전이, 그 토지 중 일부를 그녀의 정부, 라세 후작에게 양도한 토지에서 오텔 드 라세가 지어졌다. 네 명의 건축가들이 교대되었다. 자르디니(Giardini), '라쉬랑스(Lassurance)'라고 불리던 피에르 카이유토, 이 둘은 일찍 사망하였고, 이후 장 오베르와 자크 5세 가브리엘이 1728년 작업을 끝냈다. '이탈리아풍'이라 불린 건축 구상(parti architectural)이 같았던 두 건물에서는 안마당과 정원 사이에 오는 단층(plan-pied) 건축의 특징이 드러난다. 1728년 완공된 부르봉 궁전은 건축 양식으로 그랑 트리아농을 연상시켰으며, 18세기에는 '왕실의 저택 다음으로 가장 화려한 도시의 자랑'으로 여겨졌다. 
공작부인 사망 이후, 부르봉 궁전은 루이 15세에게 주어졌다. 루이 15세는 1764년 부르봉 궁전을 루이 5세 조제프 드 부르봉 콩데에게 양도했다. 루이 5세는 부르봉 궁전을 확장하는 방대한 작업을 카르팡티에에게 맡기다가 이후 벨리사르에게 맡겼다. 쿠르도뇌르(cour d'honneur)는 서쪽부터 1768년 후작의 후손들에게서 매입한 오텔 드 라세까지 이어지는 건물들로 둘러 쌓였다.                           

#### 갤러리

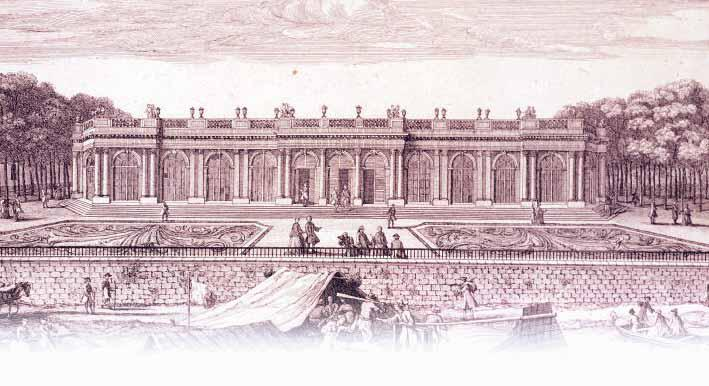
부르봉 공작부인 시대, 부르봉 궁전의 원 북쪽 파사드.
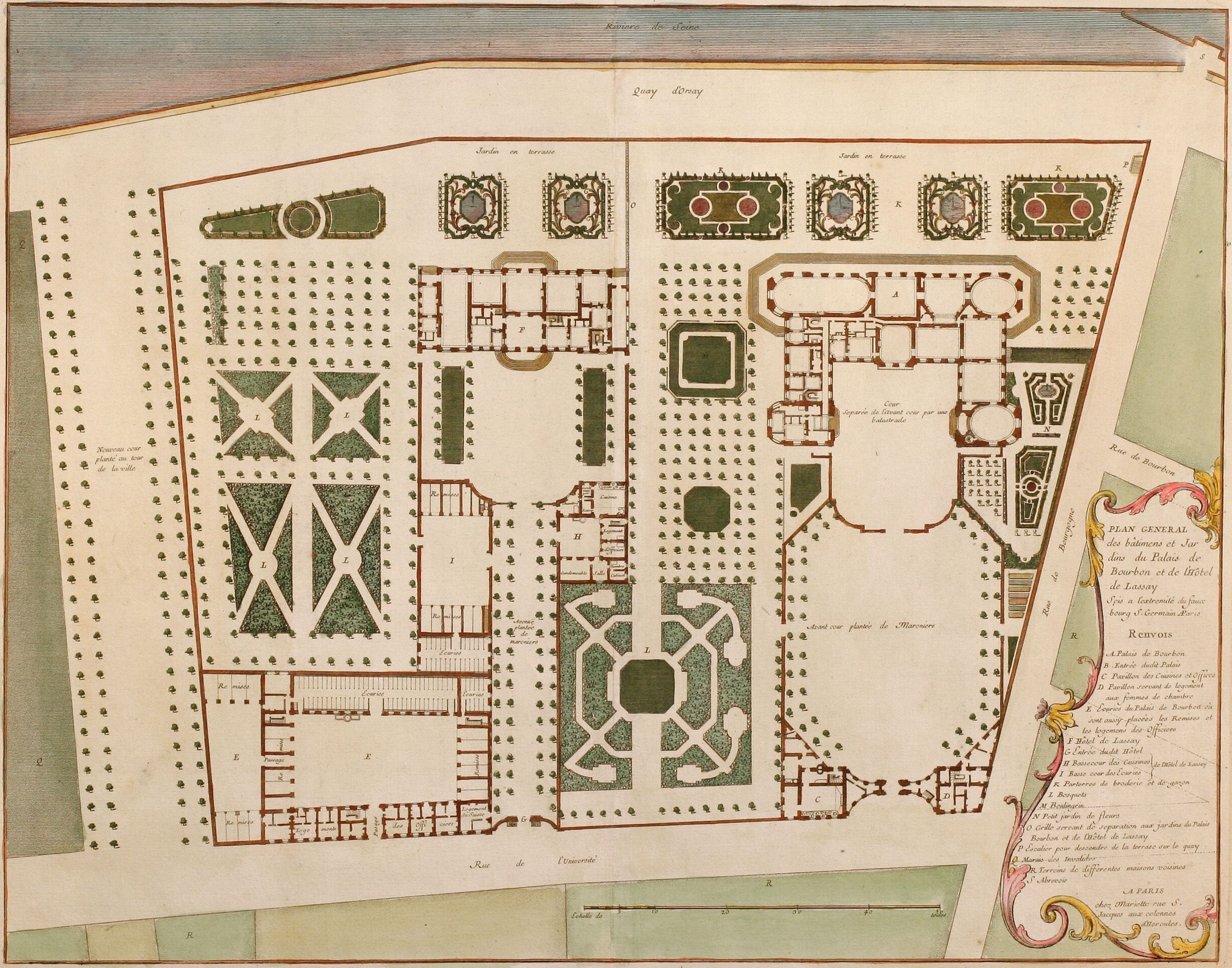
부르봉 궁전 도면 (1730).
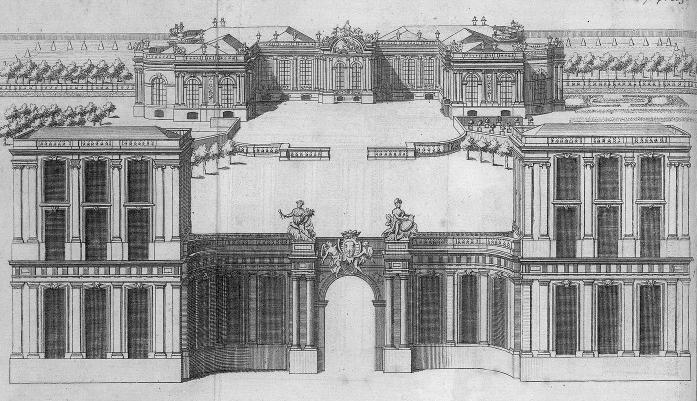
1730년경 부르봉 궁전.
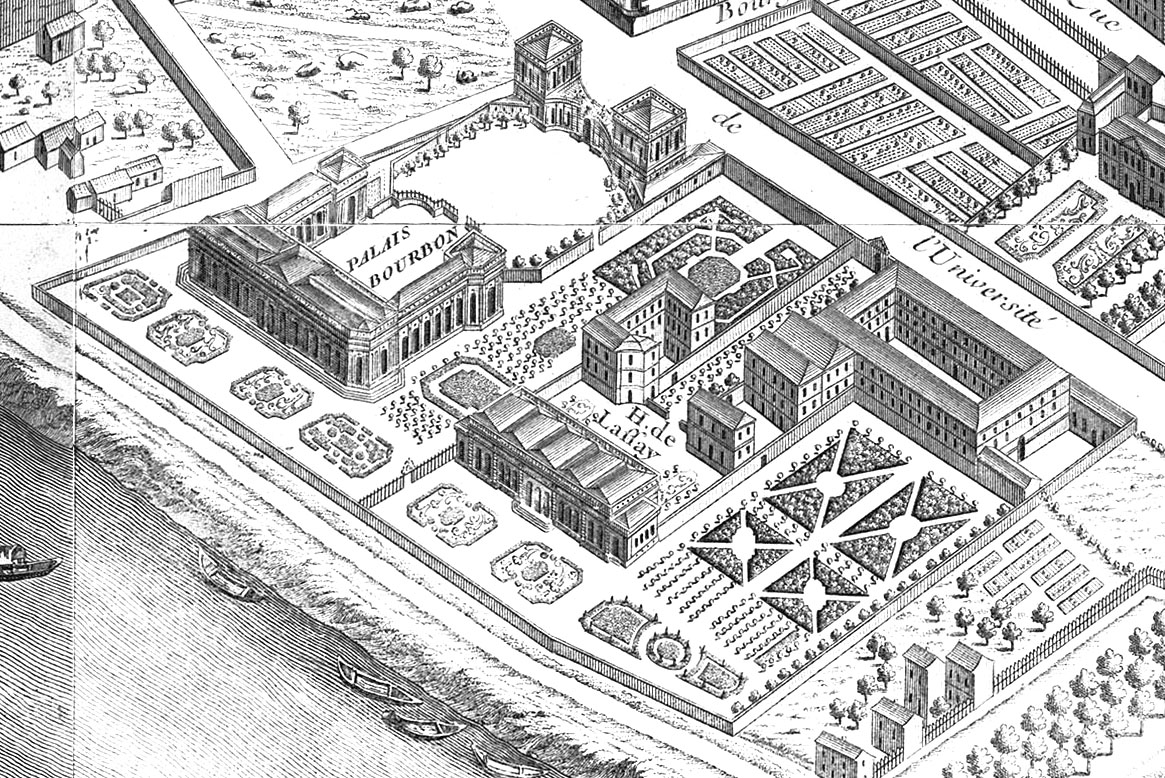
부르봉 궁전과 오텔 드 라세, 튀르고 도면 중 (1739).
부르봉 궁전의 북쪽 파사드 (1752).
부르봉 궁전의 남쪽 파사드 (1752).
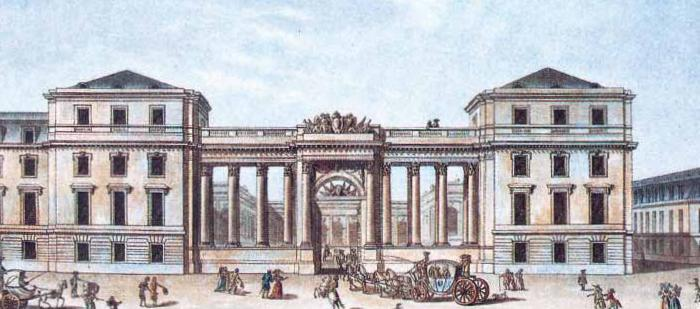
18세기의 부르봉 궁전.

### 하원 국회의사당으로서
- 500인 회의Conseil des Cinq-Cents (공화력 3년 헌법, 1795-1799), 1798년 1월 21일, 원내가 개관한 날부터. (이전 1795년부터 1798년까지는 장내 회의실이 건설될 동안은 튀일리 궁전의 살뒤마네주에 소재하였음)
- 입법원Corps législatif (통령정부, 제1제국, 1799-1814)
- 의회Chambre des députés des départements (왕정복고, 1814-1815)
- 대의회Chambre des représentants (100일 천하, 1815년 6월-7월)
- 의회Chambre des députés des départements (왕정복고, 1815-1830)
- 의회Chambre des députés (7월왕정, 1830-1848)
- 국회Assemblée nationale (제2공화국, 1848-1851)
- 입법원Corps législatif (제2제국, 1852-1870)
- 의회Chambre des députés (제3공화국, 1879-1940)
- 국회Assemblée nationale (제4공화국, 제5공화국, 1946- ).

## 같이 보기
- 뤽상부르궁
- 프랑스 하원